# Бузегза-Кеддара
Бузегза-Кеддара (араб. بوزقزة قدارة‎, фр. Bouzegza Keddara) — коммуна на севере Алжира, на территории вилайета Бумердес, округа Будуау.

## Географическое положение
Коммуна находится в северной части вилайета, на высоте 373 метра над уровнем моря.
Коммуна расположена на расстоянии приблизительно 50 километров к востоку от столицы страны Алжира и в 22 километрах к югу от административного центра вилайета Бумердеса.

## Демография
По состоянию на 2008 год население составляло 8 511 человек.
Динамика численности населения коммуны по годам:
| 1977  | 1987  | 1998  | 2008  |
| ----- | ----- | ----- | ----- |
| 5 505 | 7 575 | 8 484 | 8 511 |